# Treudienst-Orden (Rumänien)

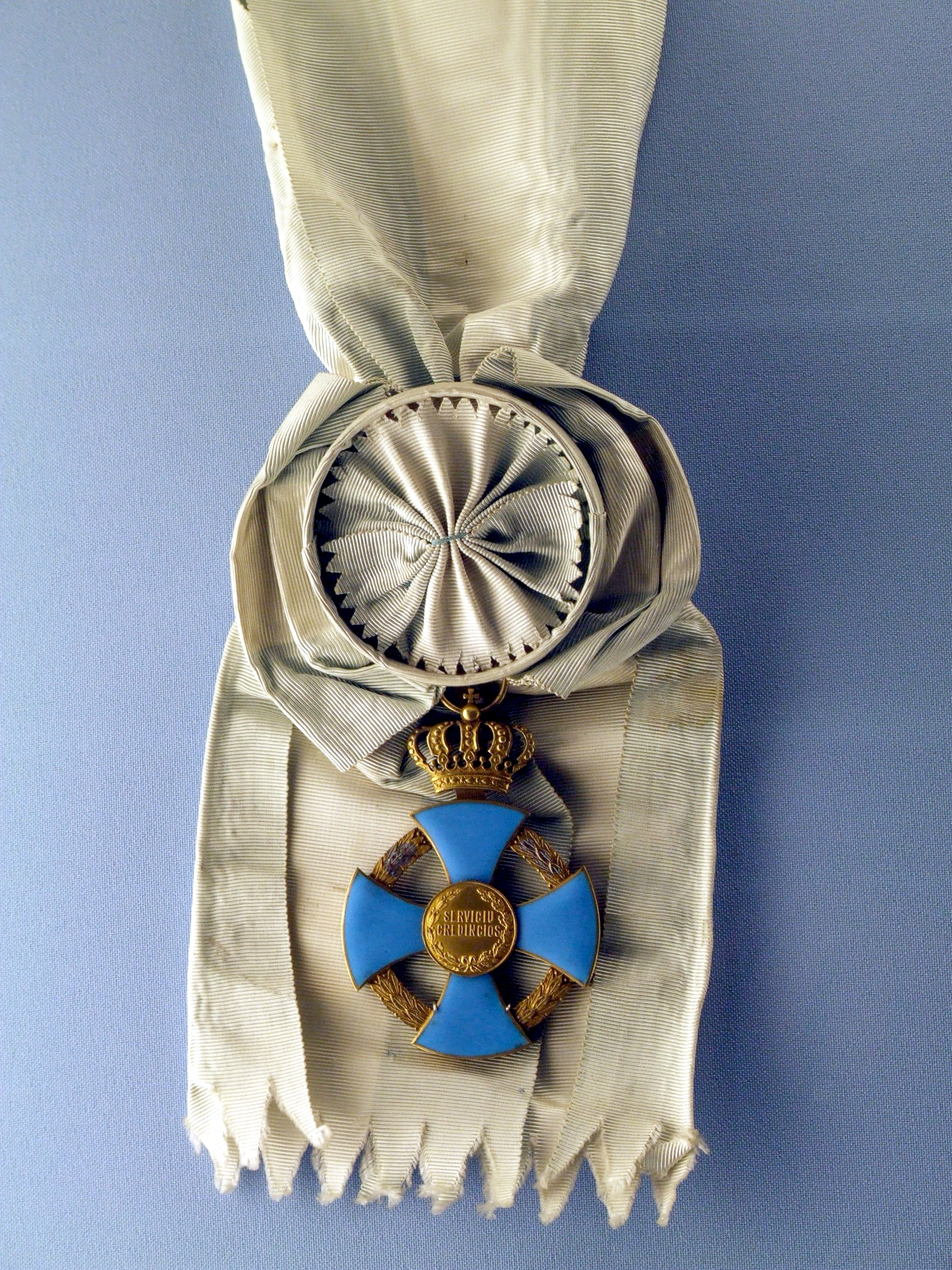
Großkreuz (1. Model)

Der Treudienst-Orden wurde am 28. April 1932 durch König Carol II. von Rumänien gestiftet und war zur Auszeichnung von Personen vorgesehen, die sich aufgrund ausgezeichneter langjähriger und treuer Dienste um das Königreich Rumänien verdient gemacht hatten. Eine Verleihung an Ausländer war möglich. Im Jahr 2000 wurde der Orden durch Staatspräsident Ion Iliescu wiederbegründet.

## Klassen

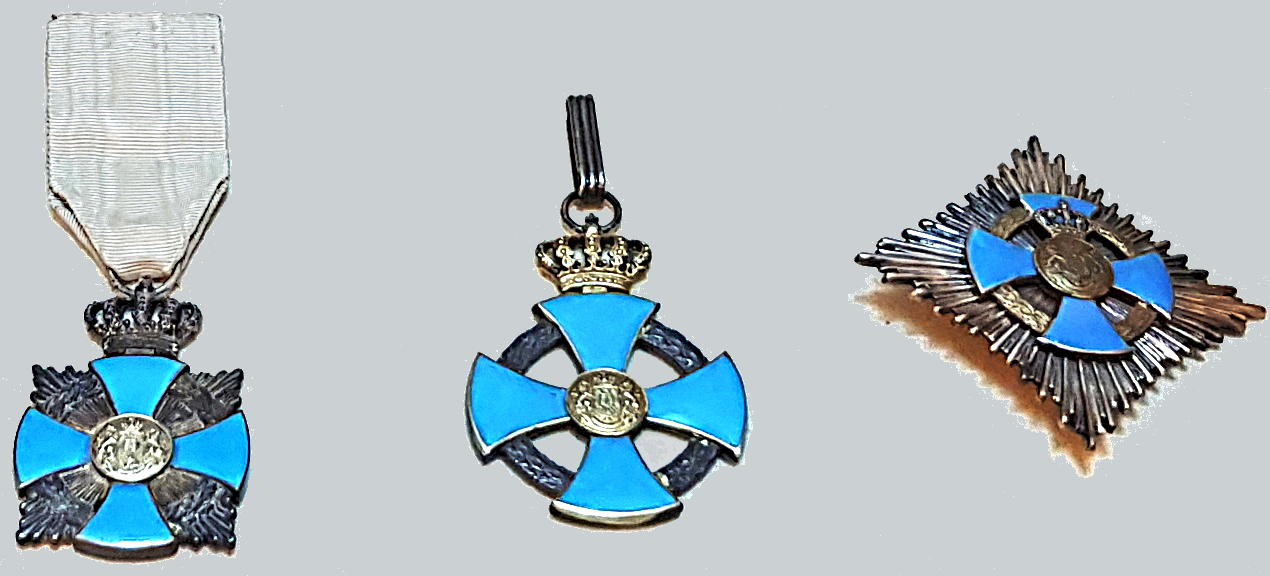
Drei Ordenszeichen der unteren Klassen, Ausführung 1932.

Der Orden wurde zunächst in vier Klassen gestiftet und 1937 um eine weitere Klasse, das Offizierskreuz, erweitert. Die Anzahl seiner rumänischen Mitglieder war beschränkt und wurde in den einzelnen Klassen per Dekret vom 22. November 1938 erhöht.
- Collane – 12/15 Mitglieder
- Großkreuz – 25/35 Mitglieder
- Großoffizier – 50/70 Mitglieder
- Kommandeur – 150/200 Mitglieder
- Offizier – 300/400 Mitglieder

Heutige Klassen:
- Großkreuz – 120 Zivilisten / 30 Militärangehörige
- Großoffizier – 240/60
- Kommandeur – 480/120
- Offizier – 1200/300
- Ritter – 2400/600

## Ordensdekoration
Das Ordenszeichen ist ein Silber vergoldetes hellblau emailliertes Ruppertkreuz unter dessen Kreuzarmenden ein dichter Lorbeerkranz verläuft. In Medaillon das gekrönte Wappenschild des Königshauses, welches durch zwei Löwen als Schildhalter flankiert ist. Rückseitig die zweizeilige Inschrift  SERVICIU CREDINCIOS (Treu Dienste), die von einem Kranz aus Lorbeer- (rechts) und Eichenblättern (links) umschlossen ist. Zwischen Kreuz und Tragering befindet sich eine Königskrone.
Für militärische Verdienste konnte der Orden auch mit gekreuzten Schwertern durch die Kreuzwinkel verliehen werden.
Die heutige Ausführung unterscheidet sich lediglich durch das rumänische Staatswappen im Medaillon. Statt der Krone befindet sich nun zwischen Kreuz und Tragering ein Eichenkranz.

## Trageweise
Bei der Verleihung der I. Klasse wird das Großkreuz an einer Collane getragen. Die II. Klasse wird an einer Schärpe von der rechten Schulter zur linken Hüfte sowie mit einem achtstrahligen Bruststern, auf dem das Ordenszeichen aufliegt, getragen. Großoffiziere tragen neben dem Bruststern das Ordenszeichen ebenso wie Offiziere am Band auf der linken Brustseite, Kommandeure die Auszeichnung als Halsorden.
Das Ordensband ist hellblau mit einem weißen Mittelstreifen.

## Sonstiges
Im rumänischen Ordenssystem rangierte der Treudienst-Orden an dritter Stelle noch vor dem Orden Stern von Rumänien und Orden der Krone von Rumänien.
In der Ordenshierarchie der Republik Rumänien rangiert er heute gleich nach dem Stern von Rumänien an zweiter Stelle.